# Hillsborough (South Yorkshire)
Hillsborough – dzielnica w Sheffield, w Anglii, w South Yorkshire, w dystrykcie metropolitalnym Sheffield. W 2011 dzielnica liczyła 18 605 mieszkańców.